# Aeroportul Internațional Presque Isle
Aeroportul Internațional Presque Isle (IATA: PQI, ICAO: KPQI, FAA LID: PQI) este un aeroport din Maine, Statele Unite ale Americii ce deservește zona Presque Isle⁠(d). Aeroportul a fost tranzitat în 2019 de 26.488 de pasageri. A fost numit după zona deservită.
Situat la o altitudine de 163 m, aeroportul dispune de 2 piste.

## Infrastructură

### Piste
Aeroportul dispune de 2 piste. Pista 01/19 are suprafața de asfalt și dimensiunile 7.439 picioare × 150 picioare. Pista 10/28 are suprafața de asfalt și dimensiunile 6.001 picioare × 100 picioare. 